# كارلوس أدان خيريز
كارلوس أدان خيريز (بالإسبانية: Carlos Adan Jerez)‏ مواليد 30 مارس 1979 في توكومان، الأرجنتين، هو ملاكم محترف أرجنتيني يصنف ضمن فئة الوزن المتوسط.

## إحصائيات
خاض خلال مسيرته 67 نزالا، فاز في 43 وتعادل في 3 وخسر في 20. فاز بالضربة القاضية في 18 نزالا.

## روابط خارجية
- كارلوس أدان خيريز على موقع بوكس ريك (الإنجليزية) (registration required)